# Nothris
Nothris är ett släkte av fjärilar som beskrevs av Jacob Hübner 1825. Nothris ingår i familjen stävmalar, Gelechiidae.

## Dottertaxa tillNothris, i alfabetisk ordning[1][2]
- Nothris anagramma (Meyrick, 1921)
- Nothris congressariella (Bruand, 1858)
- Nothris cophias (Meyrick, 1913)
- Nothris galatea (Meyrick, 1926)
- Nothris gregerseni Karsholt & Šumpich, 2015, Bergskrabbemal
- Nothris lemniscellus (Zeller, 1839)
- Nothris leucodoxa (Meyrick, 1920)
- Nothris obruta (Meyrick, 1921)
- Nothris radiata (Staudinger, 1879)
- Nothris rhyodes Meyrick, 1909
- Nothris sabulosella Rebel, 1935
- Nothris skyvai Karsholt & Šumpich, 2015
- Nothris sulcella Staudinger, 1879
- Nothris trigella (Zeller, 1852)
- Nothris verbascella ( [Denis & Schiffermüller] , 1775), Kungsljusmal